# The Cat and the Bonnet
The Cat and the Bonnet è un cortometraggio del 1913 diretto da Pat Hartigan interpretato da John E. Brennan, Ruth Roland e Marshall Neilan.

## Produzione
Il film, prodotto dalla Kalem Company, fu girato a Santa Monica.

## Distribuzione
Distribuito dalla General Film Company, il film uscì nelle sale statunitensi il 28 marzo 1913. Nelle proiezioni, veniva programmato con il sistema dello split reel, accorpato in un'unica bobina con un altro cortometraggio prodotto dalla Kalem, The 'Fired' Cook, interpretato dagli stessi attori.